# Hybalus
Hybalus es un género de coleóptero de la subfamilia Orphninae.

## Especies
- Hybalus algiricus Petrovitz, 1968
- Hybalus ameliae López-Colón, 1986
- Hybalus angustatus
- Hybalus arenicola Baraud, 1991
- Hybalus atlanticus
- Hybalus baguenae López-Colón, 1986
- Hybalus barbarus
- Hybalus baudoni
- Hybalus benoiti
- Hybalus bigibber
- Hybalus biretusus
- Hybalus bletoni Baraud, 1991
- Hybalus constantini Baraud, 1979
- Hybalus digitatus
- Hybalus doursi
- Hybalus glabratus
- Hybalus graecus
- Hybalus granicornis
- Hybalus kocheri
- Hybalus maroccanus
- Hybalus normandi Baraud, 1980
- Hybalus numidicus
- Hybalus parvicornis
- Hybalus petrovitzi Baraud, 1991
- Hybalus punicus Baraud, 1991
- Hybalus pygmaeus
- Hybalus raffrayi
- Hybalus ramicornis
- Hybalus reclinans
- Hybalus reflexus
- Hybalus rotroui
- Hybalus saezi López-Colón, 1992
- Hybalus servulus
- Hybalus subcornutus
- Hybalus sulcatus Baraud, 1991
- Hybalus tingitanus
- Hybalus tricornis
- Hybalus tuberculicornis
- Hybalus varians